# Tratado de Rijswijk

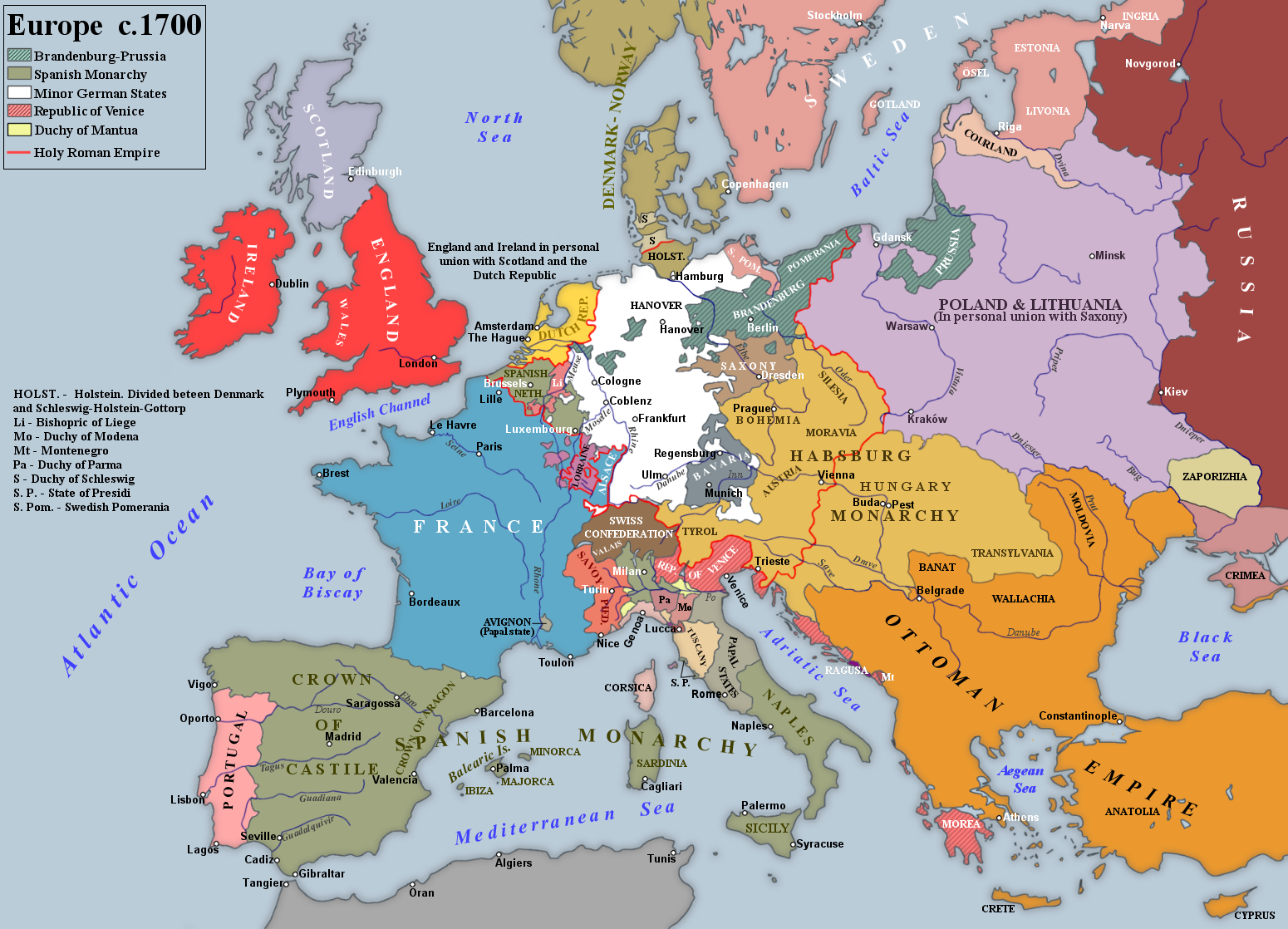
Europa tras el Tratado de Rijswijk.

El Tratado de Rijswijk (se pronuncia Réisveik), también nombrado Tratado de Ryswick (nombre antiguo de la ciudad), es el tratado de paz que da fin a la guerra de los Nueve Años, que vio enfrentadas a Francia contra España, Inglaterra, las Provincias Unidas de los Países Bajos y el Sacro Imperio Romano Germánico. Este tratado, firmado en la localidad de Rijswijk, provincia de Holanda Meridional, fue firmado en dos partes. La primera, el 20 de septiembre de 1697 entre Francia, España, Inglaterra y las Provincias Unidas de los Países Bajos, y la segunda el 30 de octubre de 1697 entre Francia y el Sacro Imperio Romano Germánico.

## Historia
Las negociaciones de paz comenzaron en mayo de 1697. Los representantes franceses tenían su jefatura en La Haya y los aliados en Delft. La conferencia tuvo lugar en medio de ambas ciudades, en el palacio Huis Ter Nieuwburg de Rijswijk.
Durante las primeras semanas no se alcanzó ningún resultado, por lo que en junio los dos protagonistas en la lucha, Guillermo III de Inglaterra y Luis XIV de Francia, designaron un representante para reunirse en privado. Los dos elegidos fueron Juan Guillermo Bentinck, conde de Portland, y el mariscal Boufflers, quienes pronto elaboraron los términos de un acuerdo, el cual, sin embargo, no aceptaron ni el emperador Leopoldo I ni Carlos II de España. Más tarde, España cedió y el 20 de septiembre el tratado de paz fue firmado entre Francia y las tres potencias, Inglaterra, España y las Provincias Unidas. Guillermo III entonces persuadió a Leopoldo I a hacer las paces, y se firmó un segundo tratado entre Francia y el Sacro Imperio Romano Germánico el 30 de octubre siguiente.
La base de la paz era que se debían devolver todas las ciudades y distritos conquistados desde la paz de Nimega (1678). Entonces, Francia entregó Friburgo, Breisach y Philippsburg al Sacro Imperio Romano Germánico, aunque conservó Estrasburgo. 
Por otra parte, Francia obtuvo de España la parte occidental de la isla de Santo Domingo, que después pasaría a ser Haití y adquirió Pondicherry —después de pagar a las Provincias Unidas la suma de 16 000 monedas de oro llamadas "pagodas"— y Nueva Escocia, mientras que España recuperó la Cataluña invadida por los borbones franceses —algo importante de cara a la repercusión que tuvo en la Guerra de Sucesión Española— y las fortalezas de Mons, Luxemburgo y Charleroi.
El ducado de Lorena y Bar, que desde 1670 había estado en manos de Francia, fue restituido a Leopoldo José, hijo de Carlos V. Las Provincias Unidas tendrían el derecho a establecer guarniciones en ocho de las principales fortalezas en los Países Bajos Españoles, incluyendo Ath, Charleroi,  Cortrique, Luxemburgo, Mons, Namur, Nieuwpoort y Oudenaarde, para defenderse de Francia. La ocupación pacífica de estas fortalezas por Luis XIV en febrero de 1701, en nombre de su nieto Felipe V de España, provocaría el inicio de la guerra de sucesión española. La formación de una nueva Gran Alianza, con la firma del Tratado de La Haya.
La ciudad de Dinant es devuelta al Principado de Lieja, desmantelando sus fortificaciones. 
Luis XIV aceptó reconocer a Guillermo III como rey de Inglaterra y prometió no dar ninguna otra ayuda a Jacobo II, renunciando a la vez a su injerencia en el arzobispado de Colonia y a la reclamación sobre parte del Palatinado Renano.